# Banca Monte dei Paschi di Siena
Banca Monte dei Paschi di Siena S.p.A. (pronunție în italiană [ˈbaŋka ˈmonte dei ˈpaski di ˈsjɛːna]), cunoscută sub numele de BMPS sau doar MPS, este o bancă italiană. Urmărind istoria sa către un munte de pietate fondat în 1472 (acum 548 de ani) și fondat în forma sa actuală în 1624 (acum 396 de ani), este cea mai veche sau a doua bancă din lume, în funcție de definiție, și a patra cea mai mare bancă italiană comercială și de vânzare cu amănuntul.
În 1995, banca, pe atunci cunoscută sub numele de Monte dei Paschi di Siena, a fost transformată dintr-o companie de drept public într-o societate limitată numită Banca Monte dei Paschi di Siena (Banca MPS). Fondazione Monte dei Paschi di Siena a fost creată pentru a continua funcțiile caritabile ale băncii și pentru a fi, până la salvare în 2013, cel mai mare acționar unic. Astăzi Banca MPS are aproximativ 2.000 de sucursale, 26.000 de angajați și 5,1 milioane de clienți în Italia, precum și sucursale și afaceri din străinătate. O filială, MPS Capital Services, se ocupă de operațiunile bancare corporative și de investiții.
Potrivit unei cercetări realizate de Mediobanca și a unui comunicat de presă realizat de Banco BPM, Banco BPM a depășit BMPS ca al treilea cel mai mare grup bancar comercial din Italia în ceea ce privește activele totale la 31 decembrie 2016, după formarea oficială a Banco BPM la 1 ianuarie 2017. În 2016–17, BMPS s-a luptat să evite o prăbușire, și a fost salvat din nou de guvernul italian în iulie 2017.
Pe 5 octombrie 2018, Monte dei Paschi di Siena a anunțat vânzarea filialei sale belgiene, Banca Monte Paschi Belgio (BMPB) unei companii participate din fonduri administrate de Warburg Pincus. Prețul de vânzare a fost stabilit la 42 de milioane EUR, sub rezerva unui mecanism de ajustare.

## Legături externe
- Site web oficial
- Slide show of the bank's art collection
- Complete collection of Bank's Art Collection at Bank's site
- BANCA MONTE DEI PASCHI DI SIENA REACHES AN AGREEMENT FOR THE SALE OF ITS BELGIAN SUBSIDIARY